# Aleksander Malanowicz
Aleksander Józef Malanowicz (ur. 1816 w Rakowie, zm. 29 marca 1893 w Szydłowcu) – ksiądz katolicki.
W 1838 otrzymał święcenia kapłańskie. Był wikarym w Radomiu, następnie proboszczem kościoła św. Jakuba w Skaryszewie, a od 1861 w kościele św. Zygmunta w Szydłowcu. Był członkiem organizacji narodowych.
Po ataku powstańców 23 stycznia 1863 został aresztowany, a następnie więziony w Radomiu i Dęblinie. W lutym 1863 Uszakow powiadomił ks. bp. Juszyńskiemu, że na jego wstawiennictwo wydał rozkaz komendantowi twierdzy Iwanogród, by uwolnił księdza. To wstawiennictwo uchroniło Malanowicza przed zsyłką na Syberię. W ocenie władz rosyjskich należał do inspiratorów ruchu powstańczego, a jego plebania miała stanowić ostoję dla dowódców powstania styczniowego. Dlatego władze pozbawiły go tytułu kanonika, nie otrzymał też funkcji dziekana dekanatu.
Do kapituły powrócił w 1878. W 1891 został prałatem dziekanem.